# 김지희 (골프 선수)
김지희(1994년 2월 20일 ~ )는 대한민국의 골프 선수이다. 2012년 볼빅 한국여자프로골프 대상 신인상을 수상하고 2013년 금호타이어여자오픈 준우승을 차지했다.

## 수상
- 2013년 금호타이어여자오픈 준우승
- 2012년 볼빅 한국여자프로골프 대상 신인상
- 2011년 제33회 퀸시리키트컵대회 여자 단체전 우승
- 2011년 제9회 호심배 아마추어골프선수권대회 여자 개인전 2위
- 2010년 광저우아시안게임 단체전 금메달 개인전 동메달
- 2010년 세계 아마추어 골프팀 선수권대회 단체전1위 개인전 2위
- 2009년 제16회 송암배 아마추어골프선수권대회 우승

## 경력
- 2012년 넵스골프단
- 2014년 대방건설골프단
- 2015년 BC카드골프단
- 2017년 BNK프로골프단